# Le roi s'amuse (film, 1941)
Pour les articles homonymes, voir Le roi s'amuse.
Pour plus de détails, voir Fiche technique et Distribution.
Le roi s'amuse est un film historique italien réalisé par Mario Bonnard et sorti en salles en 1941. Le scénario est adapté de la pièce de théâtre Le roi s'amuse de Victor Hugo, représentée pour la première fois en 1832.

## Synopsis
Le bouffon du roi tient à protéger sa fille des maux qui l'entourent. Il trahit son bouffon et ce dernier souhaite se venger sur son fils.

## Fiche technique
- Titre : Le roi s'amuse
- Réalisation : Mario Bonnard
- Scénario : Tomaso Smith, Carlo Salsa, Mario Bonnard, d'après la pièce de Victor Hugo
- Production : Scalera Film
- Pays d'origine :  Royaume d'Italie
- Genre : film historique
- Durée : 92 min
- Dates de sortie[1] : 
  -  Royaume d'Italie 25 octobre 1941
  -  France 13 janvier 1943

## Distribution
- Michel Simon: Rigoletto
- Maria Mercader: Gilda
- Paola Barbara: la duchesse de Cosse
- Rossano Brazzi:le roi
- Doris Duranti: Margot
- Elli Parvo:bohémienne
- Carlo Ninchi: conte de Saint Vallier
- Loredana: Diane de Saint Vallier
- Corrado Racca:  De Brion
- Franco Coop: duc de Cosse
- Gildo Bocci: le Grand Visir
- Oreste Bilancia: courtisan
- Liana Del Balzo
- Edoardo Toniolo
- Aldo Silvani
- Amina Pirani Maggi

## Voix françaises
- Huguette Morins
- Richard Francoeur (le roi)
- Marcel Raine
- Lucien Blondeau
- Cécile Didier
- Delia Col
- Jean Clarieux
- Pierre de Rigoult
- Henry Valbel
- Jean Gournac
- Pierre Morin